# Merton Priory
Merton Priory war von 1114 bis 1538 ein Kloster in Surrey, England.
Das Kloster wurde 1114 von Gilbert Norman, Sheriff von Surrey unter Heinrich I. gegründet. Ab 1117 besiedelten Augustiner-Chorherren des Klosters Huntingdon. Es entwickelte sich zu einem Zentrum der Bildung.
Berühmte Schüler waren
- Nicholas Breakespeare (1125), der spätere Papst Hadrian IV. (1154-1159)
- Thomas Becket (1130), englischer Lordkanzler und Erzbischof von Canterbury
- Walter of Merton, Lordkanzler, Bischof von Rochester und Gründer des Merton College, Oxford – er übernahm den Namen des Klosters, in dem er im 13. Jahrhundert erzogen wurde

1538 ließ Heinrich VIII. das Kloster zerstören. Dies geschah im Zuge der Auflösung der englischen Klöster im Zusammenhang mit der Abspaltung der Church of England von der Römisch-katholischen Kirche. Die Steine wurden zumeist im Nonsuch Palace wiederverwendet.
Heute ist an der Stelle des Klosters eine Filiale der Supermarktkette Sainsbury’s. Überreste kann man im Fußgängertunnel unter dem Merantun Way sehen, zwischen Sainsbury’s und Merton Abbey Mills.